# Ash Ketchum

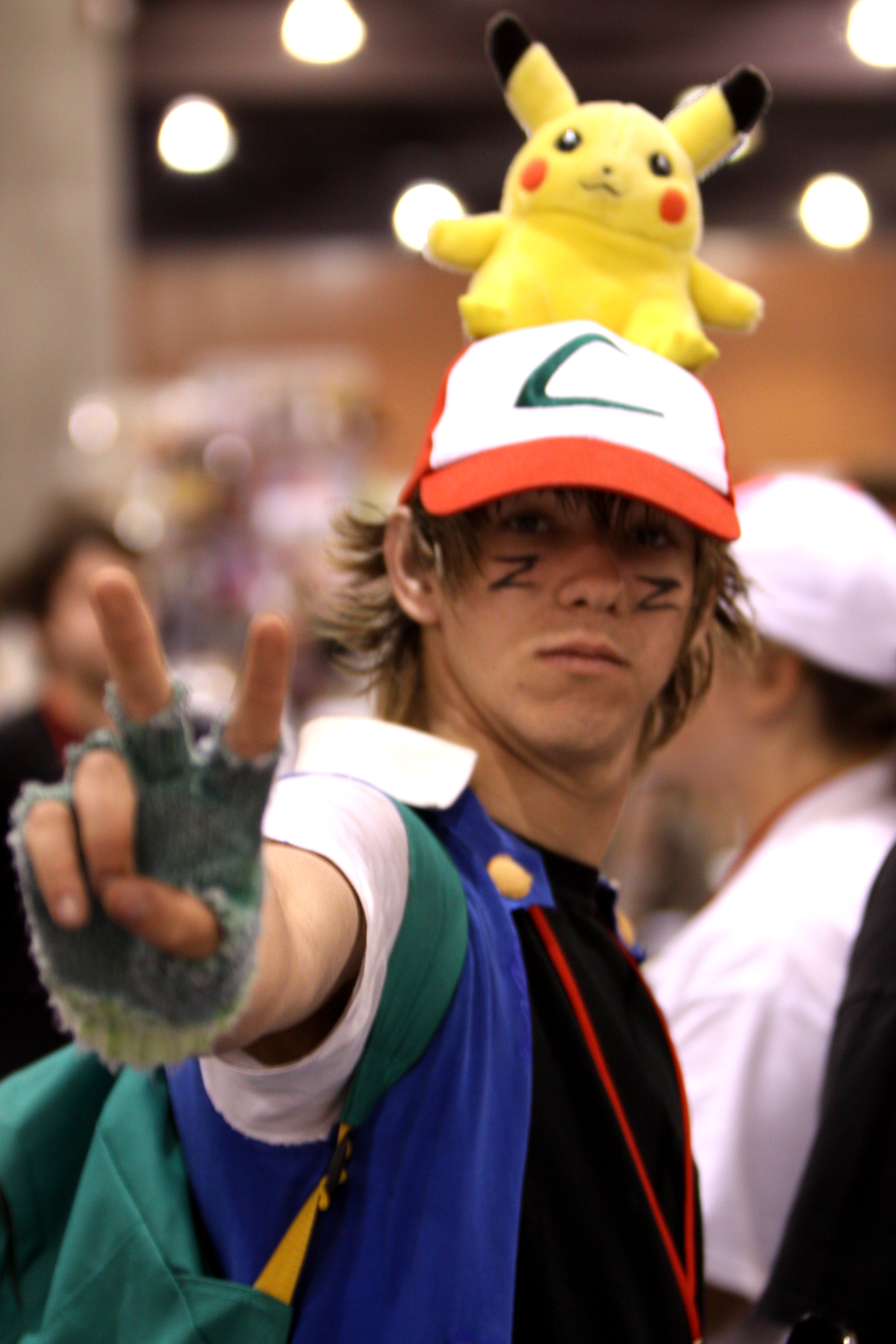
Una persona disfressada d'Ash Ketchum

Ash Ketchum, conegut al Japó com a Satoshi (サトシ), és el protagonista de la sèrie d'anime Pokémon. Mesura 1,50 m i pesa 45 kg. És un jove entrenador de Pokémon originari de Pallet Town, a la regió de Kanto. Té un caràcter perseverant, entusiasta i distret i la seva màxima ambició és arribar a ser el millor Mestre Pokémon del món.
Aquest personatge apareix a adaptacions del manga, incloent-hi: Pokémon: The Electric Tale of Pikachu, Pocket Monsters Zensho, i Ash & Pikachu. El cognom Ketchum és un joc de paraules sobre l'antic eslògan de Pokémon: Gotta Catch'em Al! («Fes-te'ls tots teus» en la versió catalana). Possiblement, el seu nom prové de tres lletres del seu nom en japonès: Satoshi = Ash.